# Эбеко
Эбе́ко — действующий вулкан высотой 1156 метров, расположенный в 6 км от Северо-Курильска на острове Парамушир. Один из наиболее активных вулканов Большой Курильской гряды. Является сложным стратовулканом с необычной вершинной структурой, состоящей из трёх кратеров. На Эбеко находятся термальные источники, питающие ручьи и речки с насыщенным химическим составом вод. Вулкан был впервые описан в 1878 году британским исследователем Джоном Милном. В настоящее время Эбеко является предметом интенсивных научных исследований.

## История и происхождение названия
До прихода русских и японцев Курильские острова были населены айнами. Ориентирование на местности осуществлялось по различным географическим объектам, их названия на Южном Сахалине и Курилах в своей основе айнского происхождения. С начала XVIII века начинается посещение Парамушира русскими отрядами, и к 1736 году местные айны приняли православие и вошли в российское подданство.
Во время японского присутствия на Курильских островах в 1876 году правительством Японии в качестве иностранного советника и профессора горного дела и геологии был нанят британский геолог и сейсмолог Джон Милн. В 1878 году он объехал все острова Курильской гряды. Милн описывал вулканы по наблюдениям с борта корабля и насчитал 52 хорошо сформированных пика, девять из которых отнёс к действующим вулканам. Тогда же он дал характеристику Эбеко (на тот момент безымянному) и придумал для него название:
Неправильной формы гора, образующая северную оконечность этой группы, испускает пар. Он покрыт красноватыми уступами и пятнами снега. Поскольку эта гора, примечательная тем, что является одним из мерцающих углей тех внутренних огненных сил, которые подняли Курилы, кажется, не имеет названия ни на картах, ни среди жителей, я рискнул назвать её горой Эбеко.
Слово «эбеко» соотносится с айнскими словами «ибе-куку» — «пламя» и epeku — «разжигать» (айнское [о] часто слышалось как [u], а звук [p] в айнском языке в позиции между гласными озвончается, превращаясь в [b]). Это перекликается с «огненными силами» в описании вулкана, данном Милном.

## Географическое описание и вулканическая активность
Эбеко расположен на севере Парамушира, входит в состав вулканической цепи хребта Вернадского и состоит из вулканических пород — андезитов и базальтов. Возраст вулкана оценивается примерно в 2400 лет. По строению он представляет собой сложный вулкан типа «Сомма — Везувий» (вулканическое сооружение из молодого конуса, вложенного в разрушенную постройку более крупного древнего вулкана).
Растительность склонов представлена стлаником, мхом и травами, деревья отсутствуют. Климат — умеренный морской с относительно мягкой зимой и прохладным летом.
На вершине горы, вытянутой в меридиональном направлении, имеются три соприкасающихся друг с другом кратера диаметром по 250—350 метров и глубинами 70—100 метров — Северный, Центральный и Южный. Кратеры окружены полукольцевым гребнем диаметром 3—5 км — разрушенной соммой. В северо-восточной части Северного кратера находится активная воронка — эруптивный центр современных извержений. Котловина Центрального кратера занята водами озера Горячее, в Южном имеются отверстия фумарол. На восточном и западном склонах расположены два амфитеатра, представляющих старые боковые кратеры.
Эбеко является наиболее активным из пяти действующих вулканов Парамушира и одним из самых активных вулканов Курильских островов.
Для Эбеко характерны периодически повторяющиеся фреатические и фреато-магматические извержения, которые продуцируются в гидротермальной зоне (жидкостные вкрапления в недрах) глубиной до 2,5 км, контактирующей с гипабиссальными телами габбро-диоритов. Большинство извержений носят фреатический характер, то есть состоят из газа и пепла. В активности вулкана наблюдается хорошо выраженная ритмичность: эруптивный период интенсивных извержений иногда составляет несколько лет, которые сменяются годами относительного покоя с преимущественным выбросом газов. В историческое время извержения зафиксированы в следующие периоды: 1793, 1859, 1934—1935, 1963—1964, 1967—1971, 1987—1991, 2005—2009, 2016—2018, 2021—2023 годы.
Крупнейшие извержения произошли в 1934—1935 годах, масса изверженного материала оценивается в 1 млн тонн. После извержений Центральный кратер заполнился водой — образовалось озеро Горячее. Через несколько десятков лет озеро остыло и в настоящее время оно питается преимущественно талыми водами.
С 2016 года Эбеко в некоторые дни производит выбросы пепла и газа с периодичностью менее часа, сопровождающиеся звуками, похожими на взрывы. Согласно руководителю Камчатской группы реагирования на вулканические извержения Ольги Гириной, это является нормальным явлением:
Эти взрывы — не продолжение извержения или начало нового. В результате того, что вулкан долго извергался, вещество Эбеко остаётся сильно разогретым. Вода в кратерах вулкана постепенно нагревается и иногда происходит её вскипание — фреатические взрывы, которые в основном состоят из водяного пара, но при мощном парообразовании из кратера вулкана может выбрасываться и пепел.
Несмотря на высокую активность и довольно крупные выбросы, представляющие порой «завораживающее зрелище», Эбеко не является угрозой для местного населения. Цветовой код опасности Эбеко для авиации самый низкий — зелёный, то есть он не представляет угрозы для самолётов.
По свидетельству члена-корреспондента РАН геофизика Ивана Кулакова,
Этот вулкан не является опасным. Эбеко активно извергается, не скапливает энергию внутри, и в таком «рутинном» режиме эта активность может продолжаться довольно долго. Каких-то катастрофических извержений тут, скорее всего, не будет.

## Геотермальная активность и горячие источники

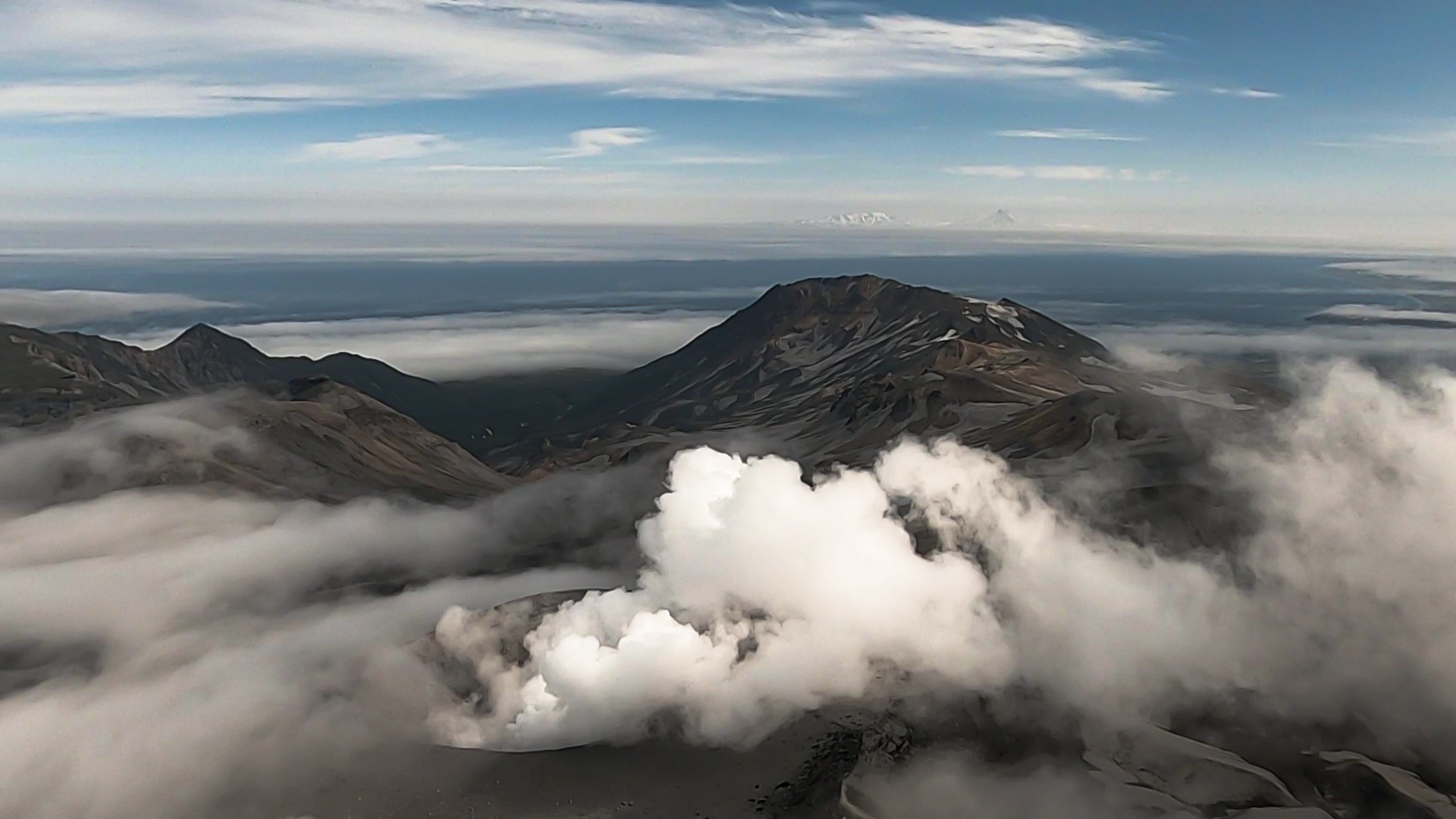
Дым и пар над Эбеко. Фото Пилат А.В.

Эбеко характеризуется постоянной деятельностью фумарол, сольфатаров и горячих источников, здесь имеются мощные подземные геотермальные резервуары.
Вулкан имеет значительный потенциал для развития «зелёной» геотермальной энергетики. В 1990-е годы с этой целью здесь была пробурена 2,5-километровая разведочная скважина, однако выбор места для бурения оказался неудачным.
Крупные фумарольные поля, где горячие газы выходят на поверхность, располагаются в Южном кратере, активной воронке Северного кратера, а также на восточном склоне вулкана. Небольшие по размеру и мощности поля имеются и в других местах. Рядом с вулканом находится заброшенный серный завод, который был построен японцами с целью выплавлять серу, добытую на фумарольных полях.
На западном склоне вулкана расположена мощная группа Верхне-Юрьевских горячих источников, пополняющих речку Юрьева. По состоянию на 2010 год, здесь насчитывалось около 30 источников, бьющих с мощностью от менее литра до 10 литров в секунду и температурами от 23 до 87 градусов. Вода в реке Юрьева является тёплой (несмотря на значительное питание за счёт талых вод), над ней наблюдается пар. Горячие источники восточного склона дают начало ручью Лагерный.
Река Юрьева ежедневно выносит в Охотское море несколько сотен тонн различных химических веществ, которые образуют красочный многокилометровый шлейф от реки в море. Исследования 2010 года обнаружили значительные концентрации серо- и хлорсодержащих веществ, а также железо, алюминий, кальций, и в меньших количествах — никель, кобальт, молибден, медь, хром. В конце 1950-х — начале 1960-х годов сотрудник Геологического института АН СССР Константин Зеленов исследовал состав вод, вытекающих из кратера вулкана Эбеко. По его подсчётам, река Юрьева за одни сутки уносила в Охотское море около 35 тонн растворённого в воде железа и 65 тонн алюминия.

## Современные научные исследования
Эбеко представляет высокий интерес для науки и является предметом интенсивных научных исследований. Систематические научное изучение вулкана началось в 1950-е годы. Исследовались активность вулкана, состав выходящих газов, магмы и геотермальных источников.
В 2020—2021 годах состоялись очередные экспедиции учёных Сибирского отделения РАН по изучению вулкана Эбеко. Согласно научному сотруднику Института нефтегазовой геологии и геофизики СО РАН Софии Кохановой,
Это фундаментальные научные исследования, которые дают представление о том, что происходит на нашей планете. Мы сможем судить о составе того, что находится внутри, о температурах, о глубинных процессах.
До 2021 года на Парамушире функционировала в постоянном режиме лишь одна сейсмическая станция, отслеживающая только общий фон сейсмической активности. В июне 2021 года новосибирские учёные установили на Эбеко и в его окрестностях сеть из 21 станции. Это потребовало значительных усилий в силу сложной логистики и преодоления труднопроходимых участков. Данная сейсмическая сеть по плотности и равномерности расположения станций является одной из лучших локальных сетей, установленных на активных вулканах мира.
С помощью метода сейсмической томографии будут построены трёхмерные распределения скоростей продольных и поперечных сейсмических волн от землетрясений, проходящих через толщу горных пород под вулканом. Поскольку эти два типа волн по-разному чувствительны к физическим свойствам пород, их совместная интерпретация позволит определить геологическую структуру вулкана.
Летом 2022 года учёные провели серию электромагнитных исследований. Поскольку удельное электрическое сопротивление пород чувствительно к наличию воды, с помощью этого способа определяются границы зоны геотермальных вод вокруг Эбеко. Полученные результаты вместе с данными от сейсмостанций позволят увидеть картину расположения магматических камер и термальных вод и точно просчитать, где бурить скважины для строительства геотермальной электростанции..